# Gschwend
Gschwend är en kommun och ort i Ostalbkreis i regionen Ostwürttemberg i Regierungsbezirk Stuttgart i förbundslandet Baden-Württemberg i Tyskland.  Folkmängden uppgår till cirka 5 000 invånare, på en yta av 55 kvadratkilometer.